# Forêt de Chizé
La forêt de Chizé est une forêt domaniale située en région Nouvelle-Aquitaine (France).
Elle couvre environ 3 435 hectares et fait partie d'un ensemble biogéographique plus vaste le « massif Aulnay-Chizé » qui inclut aussi la forêt domaniale d'Aulnay (2 870 ha dans les Deux-Sèvres et 947 ha en Charente-Maritime).

## Description
Cet ensemble est une des reliques de l'antique sylve d'Argenson[source insuffisante].
Ce massif a servi de terrain militaire et a abrité un dépôt de munitions allemand durant la Seconde Guerre mondiale, puis des dépôts de munitions après celle-ci. Il fait  néanmoins partie des sites Natura 2000 de la Charente-Maritime.
Il abrite aujourd'hui :
- un laboratoire scientifique (CEBC ou Centre d'études biologiques de Chizé[3]), qui occupe l'emplacement d'un ancien camp militaire ouvert en 1952 sur environ 2 600 hectares dans la partie sud du massif pour garder des dépôts de munitions et fermé en 1967... non loin du « camp de la Braconne » qui a abrité jusqu'à environ 4 000 militaires américains et civils français (fermé le 13 mars 1967). La clôture du camp a permis de le transformer facilement en réserve fermée (comme pour la réserve de trois fontaines)
- un parc animalier de 25 ha, créé en 1972 en forêt pour présenter la faune d’Europe, suivi en 2003 d'une structure "Zoodyssée" qui régit le Centre touristique et pédagogique de Chizé, visant dans un bâtiment répondant à certains principes de HQE à mieux vulgariser les savoirs scientifiques, ouvert sur la Réserve biologique intégrale de Chizé (avec animations, promenades crépusculaires, expositions et musée).
- Le parc travaille aussi avec l’IFREE (Institut de formation et de recherche en éducation à l'environnement)...
- La réserve biologique intégrale, créée par l'Office national des forêts avec l'ONCFS et l'État pour mettre en œuvre les engagements de la France pris en 1993 à la Conférence sur la protection des forêts dans le cadre de la CSCE . La France devait créer au moins trois réserves biologiques intégrales de plus de 2 000 hectares, en complément du réseau des petites réserves créées depuis 1998. Contrairement à la réserve biologique dirigée (RBD), une RBI est une zone ouverte à l'étude des écosystèmes forestiers et de leurs dynamiques naturelles (on y laisse la nature évoluer pour l'observer). En réalité, des travaux de sécurisation des routes et de lutte contre les espèces invasives sont encore conduits dans la réserve.
- Une station de mesure de la qualité de l’air d’ATMO Poitou-Charentes, installée en 2009[4], et qui pourra permettre de mieux comprendre les liens entre qualité de l'air et écologie forestière.

## Étymologie et toponymie
Le nom « Chizé » est composé de deux syllabes, dont la seconde est fréquente dans le saintongeais pour les noms de communes ou lieux-dits (Annezay, Azé, Banzais, Blanzay, Chizé, Curzay, Granzay, Lezay, Loizé, Lozais, Maillezais, Mauzé, Paizay, Sauzé, Sazais, Sazay, Trizais, Varzay), caractéristique de toponymes probablement pré-celtiques de la région.

La Villedieu abritait le bois « Buffageasse » (aussi le nom d'un village situé en lisière du bois portant ce même nom) Le hameau de Chantemerle a été construit en lisière de la forêt. La toponymie conserve des traces du loup (« Gratteloup » ; hameau construit à la lisière de la forêt), « carrefour du loup » dans la forêt même.

## Localisation, contexte
Le massif couvre des pentes peu fortes, à une altitude variant de 47 à 101 mètres.
La petite rivière Boutonne a creusé une petite « vallée calcaire » dans le plateau. Son lit est selon le SAGE sous faible influence karstique. Elle se jette dans la Charente. Elle séparait autrefois les deux massifs (de Chizé et d'Aulnay). Cette rivière est encore bordée de prés et prairies sur une partie de son cours, ce qui en fait un corridor biologique important pour la trame verte locale, mais les deux massifs en sont aujourd'hui éloignés de plus d'un kilomètre de part et d'autre, et isolés de ce corridor par une bande de sols cultivés, sans connexion écologique directe entre les deux massifs ou avec les berges du cours d'eau.

## Histoire

### Préhistoire
La forêt a connu une occupation préhistorique, semble-t-il encore assez mal connue.

### Antiquité
À la fin de la préhistoire, la sylve d'Argenson (Chênaie-hêtraie) s'étendait probablement des rives sud du golfe des Pictons, englobant la Forêt de Benon jusqu'en Angoumois dans les forêts de Boixe et de la Braconne, de part et d'autre de la vallée de la Charente. Cette immense forêt servit longtemps de refuge aux ours, loups, lynx et à de nombreux animaux. 

Elle a aussi servi de frontière géographique naturelle aux peuples celtes qui occupait cette région : les Pictons au nord, et les Santons au sud[source insuffisante].
Le massif fut une première fois fragmenté, en son centre, par les Romains au Ier siècle de l'ère chrétienne, pour relier les capitales régionales qu'étaient alors Mediolanum Santonum (actuelle ville de Saintes), à Lemonum (actuelle ville de Poitiers).
La forêt était beaucoup plus vaste qu'elle ne l'est aujourd'hui. Des forts romains assuraient la sécurité de la contrée et de la route, d'intérêt stratégique et militaire (elle devait permettre le déplacement rapide des légions romaines en cas de menace ou de rébellion des populations nouvellement soumises. 

Ainsi s'explique la création d'Aulnay-de-Saintonge, l'antique Aunedonnacum, alors siège d'une garnison militaire, puis après son démantèlement vers le milieu du Ier siècle, important vicus et carrefour routier dont l'activité se perpétua au Moyen Âge.

### Moyen Âge
Au Moyen Âge l'histoire du village de Chizé est liée à celle des défrichements de la forêt du même nom et de la forêt voisine d'Aunay (qui sera renommé Aulnay plus tardivement).
En 1090, une notice du cartulaire de l'abbaye de Saint-Jean-d'Angély cite le « Bosco Chesiaco » .
Vers 1100, une donation faite à l’abbaye Saint-Florent de Saumur caractérise une parcelle comme : « partent silvae de chiniaco ».
La « sylve d'Argenson » fut considérablement défrichée à la fin du Moyen Âge. Les défrichements éloignent alors encore les deux massifs. 
Dans les vastes clairières gagnées sur l’antique forêt, des villages, des hameaux et des fermes furent édifiés pour les cultures et la vigne. 
La plupart des villages périphériques sont nés des grands défrichements médiévaux, attestés par la création concomitante des églises romanes entre les XIe et XIIe siècles dans la plupart des cas.
Avec plus de 5 000 hectares, la forêt de Chizé proprement dite était la plus importante forêt du Poitou médiéval. Elle a ensuite régressé au profit de l'agriculture pour ne plus couvrir aujourd’hui que 3 435 hectares. Plusieurs enclaves agricoles s'y sont maintenues (Villiers-en-bois, Virollet et quelques hameaux situés en pleine forêt (Les essarts, les Alleuds, Terre neuve) ou enfoncés dans sa lisière (les petites lignes, Cormières, Fief des agers) dont l'étymologie rappelle souvent les anciens défrichements).
Du Xe au XIIe siècle, l’exploitation des ressources de la forêt et de nombreuses concessions de droits d’usage à des églises participent à la mise en valeur de la région. Au début de cette période, la forêt est avant tout une réserve de chasse. Les comtes du Poitou paraissent avoir toujours disposé du château et de la forêt de Chizé : l’église, la terre et toute la forêt de Dœuil-sur-le-Mignon avaient été données à l’abbaye Saint-Cyprien de Poitiers vers l’an 1000 ; c’est sous l’impulsion du comte Guillaume de Poitiers que l’ancienne église de Saint-Séverin-sur-Boutonne s’est transformée en une abbaye de chanoines réguliers suivant la règle de saint Augustin.
Avec la fin du passage du Poitou aux Plantagenêts (début XIIe siècle), les concessions de terre et de droits d’usage à des églises cessent à peu près totalement.
En 1169, Aliénor d’Aquitaine accorde un droit d’usage à l’abbaye de Fontevrault dans la forêt d’Argenson, probablement au profit du prieuré des Hermitans, près de Belleville. Richard Cœur de Lion fonde le prieuré de Saint-Martin-d'Augé, comme dépendance de l’abbaye de Saint-Séverin-sur-Boutonne. Il accorde en 1177, à l’aumônerie Saint-Jacques de Chizé le droit de prendre en la forêt tout le bois qui lui est nécessaire. L'abbaye de Saint-Séverin ainsi que de nombreux prieurés sont fondés : Marigny, Villiers-en-Bois, Saint-Martin-d'Augé, etc.
Il ne paraît pas y avoir eu de grands défrichements systématiques, mais la multiplication de domaines ecclésiastiques a largement contribué au déboisement qui eut pour effet de grignoter les lisières de la forêt, partout où la qualité du sol s’avérait suffisante pour porter des cultures et de la vigne.
L’exploitation de la forêt, jusque-là réservée essentiellement aux grands domaines ecclésiastiques, s’amplifie à la fin du XIIe et au début du XIIIe siècle, par la création de villes neuves. La poussée démographique, si forte alors, provoque l’installation « d’hôtes », classe nouvelle de paysans, bénéficiant d’intéressants avantages destinés à les attirer en de nouveaux points de peuplement, sur des terroirs de valeur moindre que ceux plus anciennement exploités. En un demi-siècle, plusieurs bourgs sont créés : Belleville, La Cigogne, Villeneuve-la-Comtesse, La Croix-Comtesse.

## Environnement, écologie
Ce massif essentiellement composé de feuillus (hêtre dominant), vestige d'une forêt préhistorique a été fortement touché par la tempête Martin (hiver 1999) qui a couché au sol presque tous les grands hêtres de la forêt d'Aulnay. Ce massif a été coupé en deux (fragmentation écopaysagère) par la route départementale 950 (ancienne route nationale 150 construite en grande partie sur l'antique voie gallo-romaine de Mediolanum Santonum - Lemonum, ex-Via Turonensis, par laquelle transitaient au Moyen Âge les pèlerins de Saint-Jacques-de-Compostelle.
Classements : L'histoire, la richesse et le potentiel écologique du massif qui abrite les surfaces les plus vastes et les plus  représentatives au niveau régional de l’habitat « hêtraie calcicole sud-occidentale » a justifié son classement :
- en ZNIEFF de type 1,
- en réserve nationale de chasse et de faune sauvage (en 1973),
- comme élément du réseau Natura 2000 en tant que Zone Spéciale de Conservation (ZSC) dans un périmètre proposé en 2002 qui pourrait atteindre 17 000 ha (dont 59 % en Deux-Sèvres)
- en réserve biologique intégrale (Avec près de 2 600 ha, c'est la plus grande de France métropolitaine[9], et la plus grande RBI clôturée d'Europe de l'Ouest [10]) en 2006[11], afin de  « permettre la libre expression des processus d’évolution naturelle des écosystèmes, à des fins d’accroissement et de préservation de la diversité biologique, ainsi que d’amélioration des connaissances scientifiques » selon l'article 2 de l'Arrêté de classement en RBI[11].

Si les ripisylves ont depuis longtemps disparu alors que la lisière s'éloignait de la rivière, le massif abrite encore un riche cortège floristique associé à la hêtraie. On y trouve des populations importantes d’espèces rares, voire en station unique au niveau régional, dont la Belladone (Atropa belladona). Des pelouses calcaires sèches semi-naturelles et leurs embuissonnements ont offert des habitats de substitution permettant la survie du Damier de la succise (Euphydryas aurinia) et de la Laineuse du prunelier (Eriogaster catax). 

Outre de nombreuses espèces d'oiseaux, diverses espèces dites d’intérêt communautaire (protégé dans toute l'Union européenne) sont présentes, dont au moins 5 espèces de chauve-souris et chez les amphibiens, le triton crêté (Triturus cristatus) .
Ce massif, bien qu'encore écologiquement fragmenté par de nombreuses routes et clôtures est à ce titre un des éléments importants de la trame verte nationale (confirmée par le Grenelle de l'Environnement en 2007), et de la trame verte régionale.
Du point de vue phytosociologique....
Évolutions : la sylviculture a été rationalisée avec sa prise en main par l'ONF quand la forêt est devenue domaniale.
Faune : Les reptiles et amphibiens encore très nombreux dans les années 1960 ont régressé dans le massif et la région, avec dans le même temps l'apparition d'espèces invasives. Des stages d'herpétologie (science étudiant les amphibiens et reptiles) sont régulièrement proposés par le centre de Chizé.

### Flore

#### Habitats forestiers
La « hêtraie calcicole sud-occidentale » est un (habitat inscrit à l"annexe I de la Directive Habitats).

### Chasse
La forêt publique protégée n'est théoriquement pas chassée, mais est une source de gibier pour les zones périphériques.
Sa qualité de réserve de chasse a probablement contribué à limiter le risque de saturnisme lié au plomb de chasse (Saturnisme aviaire en particulier). Ceci a aussi permis à la forêt de Chizé de fonctionner comme une zone d'élevage et vente de gibier. On a ainsi exporté vers des enclos de chasse environ 8 000 chevreuils et sangliers (en France et jusqu'en Espagne et Portugal) pour les besoins de la chasse de loisir.

Les forêts privées situées dans le massif ou à proximité sont chassées. Depuis 1978, l'ONCFS et le CNRS (Laboratoire de biométrie et de biologie évolutive de Lyon et CEBC) étudient à Chizé la dynamique de population de chevreuils dans la Réserve Biologique Intégrale. Quand la population d'ongulé y est jugée trop importante, des chasses sont organisées, même dans la réserve intégrale pour limiter la population d'herbivores.

## Aspects sanitaires
Comme dans les autres forêts européennes, on a constaté une mortalité quasi totale des ormes dans les années 1970-1980.
On suspecte aussi une augmentation régulière du nombre de tiques depuis les années 1970 susceptibles d’être vecteur de la maladie de Lyme [réf. nécessaire].
La forêt de Chizé devrait devenir lieu d'étude de la résistance du hêtre face aux dérèglements climatiques.

## Gestion et aménagement forestier
Ce massif a depuis plusieurs siècles fait l’objet d’une exploitation très intensive.
Une gestion conservatoire est assurée par l'ONF avec l'aide de l'ONCFS et du CNRS qui possèdent une base et un grand laboratoire sur place. 
La mémoire des actions passées de gestion est conservée par l'ONF (ancien sommier de la forêt est conservé par l'ONF).

### Gestion de la chasse
Cadrée par l'ONF, elle vise à apporter un revenu supplémentaire à l'Office, tout en préservant les équilibres dits « sylvocynégétiques », dans le cadre du plan de chasse. Au moment de la chasse au grand gibier, les accès à la forêt peuvent être fermés.

### Loisirs
La forêt accueille de nombreux visiteurs, randonneurs, cyclistes, écoliers, et scientifiques, notamment sur le GR 36, le GR de Pays de la sylve d'Argenson.
Arbres remarquables : le chêne de l'Empereur (27 m de hauteur, âgé d'environ 250 ans)